# باشگاه فوتبال آبردین
باشگاه فوتبال آبردین (به انگلیسی: Aberdeen Football Club) یک باشگاه فوتبال اسکاتلندی است که در آبردین واقع است. این باشگاه در لیگ برتر فوتبال اسکاتلند بازی می‌کند و تاکنون ۴ عنوان قهرمانی لیگ، هفت جام اسکاتلند، یک قهرمانی جام در جام اروپا ۸۳–۱۹۸۲ ، یک قهرمانی سوپر جام اروپا ۱۹۸۳ یک مقام سوم لیگ اسکاتلند را در دههٔ ۸۰ میلادی از آن خود کرده‌است و این افتخاریست که از سال ۱۸۸۰ میلادی، به غیر از تیم رنجرز فقط نصیب تیم آبردین شده‌است که با هدایت سر الکس فرگوسن این افتخارات را بدست آورد. بیش از هر تیم دیگری در تاریخ اسکاتلند، دوران باشکوه این تیم با سر الکس فرگوسن دوران اوج این باشگاه بود.
تیم آبردین دارای ۷ قهرمانی جام حذفی فوتبال اسکاتلند می باشد. 